# 松特霍芬
松特霍芬（德語：Sonthofen，發音：[zɔntˈhoːfn̩] ⓘ）是德国巴伐利亚州施瓦本行政区上阿尔高县的城市，也是上阿尔高县的县治，面积46.55平方千米，2023年12月31日人口为22,035人。